# Himawari Akaho
Himawari Akaho (赤穂 ひまわり Akaho Himawari?), född 28 augusti 1998, är en japansk basketspelare.
Akaho var en del av Japans landslag som tog silver vid olympiska sommarspelen 2020 i Tokyo. Hon har även vunnit asiatiska mästerskapet två gånger: 2019 och 2021, samt blev utsedd till turneringens mest värdefulla spelare 2021.